# Visto (settimanale)
Visto è un settimanale italiano, edito inizialmente da Rizzoli, poi da PRS Editore e infine da Visibilia Editore.

## Storia
Fondato nel 1989 da Marcello Minerbi, sulle ceneri de La Domenica del Corriere, nasce come settimanale di cronaca popolare, ad alta tiratura, specializzato in grandi reportage su delitti e fatti di sangue. In seguito viene poi diretto da Giuseppe Randazzo. Quando la formula del giornale, intorno al 1998, inizia a essere meno apprezzata dal pubblico e a rendere meno in termini di copie vendute, il settimanale viene affidato a Paolo Occhipinti, che lo trasforma in un giornale di cronaca, spettacolo e personaggi, più simile ad Oggi, di cui è direttore. In seguito, dal 1999 viene diretto da Pino Belleri, quindi da Luciana Frattesi, e poi, dal 2007, da Franco Bonera (giornalista), con condirettrice Candida Morvillo. Con questa direzione Visto si lancia nel filone dei personaggi dei reality, e dei "tronisti", che lo porta a vendere fino a 200.000 copie settimanali.
Nel 2013 il settimanale viene ceduto dalla RCS Periodici a PRS Editore, insieme a Novella 2000, a cui è sempre più legato sia per argomenti che per diffusione, Astra, Ok Salute e alcune testate di enigmistica. Direttore responsabile diventa Giorgio Bernardini De Pace, anche se chi guida la redazione di Visto è Roberto Alessi, che dirige anche Novella 2000.
Nel gennaio 2016 il giornale, sempre in tandem con Novella 2000, passa a Visibilia, la casa editrice di Daniela Santanchè e Alessi diventa ufficialmente direttore responsabile. Nel febbraio 2017 viene nominato un nuovo direttore, Benedetto Mosca, che dura fino all'aprile 2018, quando torna alla direzione Alessi. Nel novembre 2018 Visto cessa le pubblicazioni per lasciare il posto a un settimanale televisivo, Visto TV, con 65 pagine di giornale e 35 di programmi televisivi diretto da Carlo Faricciotti. Nel luglio 2019 direttore di Visto TV diventa Anania Casale, e dopo qualche numero la testata recupera il vecchio nome Visto.
Dopo una sospensione di circa due mesi, nel gennaio 2020 Visto è tornato in edicola in abbinata con Novella 2000. Il direttore ha voluto operare per un restauro della rivista, aprendo a nuove rubriche di approfondimento e soprattutto di cinema, spettacolo e cultura, per arricchire e diversificare i contenuti. Dal luglio 2021 la direzione di Visto è stata affidata di nuovo a Carlo Faricciotti.